# گیوا (بازیکن فوتبال)
گیوانیلدو پولگاس داسیلوا معروف به گیوا (انگلیسی: Giva؛ زادهٔ ۳ ژانویهٔ ۱۹۹۳) بازیکن فوتبال اهل برزیل است.
از باشگاه‌هایی که در آن بازی کرده‌است می‌توان به باشگاه فوتبال سانتوس و باشگاه فوتبال کوریتیبا اشاره کرد.